# Безанкур
Безанкур (фр. Bézancourt) насеље је и општина у северној Француској у региону Горња Нормандија, у департману Приморска Сена која припада префектури Дјеп.
По подацима из 2011. године у општини је живело 334 становника, а густина насељености је износила 18,99 становника/km². Општина се простире на површини од 17,59 km². Налази се на средњој надморској висини од 186 метара (максималној 211 m, а минималној 118 m).

## Демографија
| 1962. | 1968. | 1975. | 1982. | 1990. | 1999. | 2011. |
| ----- | ----- | ----- | ----- | ----- | ----- | ----- |
| 237   | 272   | 255   | 261   | 238   | 248   | 334   |

График промене броја становника у току последњих година